# Сичук Юрій Ігорович
Сичук Юрій Ігорович (народився  10 червня 1975 року в м. Луцьк, Волинська область) — український прозаїк та видавець, член Національної спілки письменників України.

## Життєпис
Народився 10 червня 1975 року в місті Луцьк. 
Випускник факультету україністики Волинського державного університету (теперішнього Волинського національного університету) ім. Лесі Українки.

## Творчість
У 2002 році став переможцем Міжнародного літературного конкурсу «Гранослов». 
2004 року перша книга «Час диявола» відзначена українсько-німецькою премією імені Олеся Гончара.  
З 30.06.2005 року член Волинської обласної організації [Національна спілка письменників України|Національної спілки письменників України]].
2006-го року видав роман «Вовки».
2006 року заснував альманах сучасної української літератури «Нова проза», головний редактор.
Одружений, має доньку, проживає у місті Луцьку.